# Skjoldhøjparken
Skjoldhøjparken er et kvarter med parcelhusbebyggelse, der er beliggende mellem Aarhus-bydelen Tilst og Aarhus Vest-bydelen, ca. 7 km. vest for Aarhus C. Bebyggelsen består af 1.014 parceller, og områdets grundejerforening er således landets største.
Området rummede oprindeligt små husmandssteder, men i 1960'erne blev der udstykket grunde. Byggeriet blev indledt med en villaudstilling i 1968, hvor bl.a. arkitekterne Friis & Moltkes deltog. Udbygningen af kvarteret blev afsluttet mod syd i 1975 og mod øst blev de sidste parcelhuse bygget omkring 1983.
Skjoldhøjparken rummer et omfattende vejnet med parallelle stisystemer, hvilket betyder, at skolebørn ikke skal krydse den motoriserede trafik på vej til skole. To skoler ligger helt tæt på: Skjoldhøjskolen og Egebakkeskolen. 
Området grænser op til to store naturområder. Mod syd ligger det storslåede naturområde Skjoldhøjkilen, hvortil der er stiforbindelser, det samme gælder mod vest, hvor der er forbindelse til True Skov.
Området nyder godt af at have meget gode indkøbsmuligheder helt tæt på. Særligt kan nævnes Bilka, der blev opført i området i 1970. Området omkring Bilka er i dag blevet til et megacenter med forretninger som JYSK, Elgiganten, Power, Bauhaus og BR Legetøj. Desuden ligger der en Djurslands Bank i området. 